# Manaus Aerotáxi
Manaus Aerotáxi è una compagnia aerea regionale del Brasile che gestisce servizi di aerotaxi nelle città in mezzo alla giungla e in Sud America. La sua sede principale si trova presso l'Aeroporto Internazionale Eduardo Gomes di Manaus.
Manaus Aerotáxi è una consociata di MAP Linhas Aéreas.

## Flotta
Ad oggi (2023) la flotta di Manaus Aerotàxi comprende velivoli come i Cessna 208B Gran Caravan, i Cessna CE-650 Citation III, gli Embraer EMB 110 Bandeirante ed i Learjet 45XR.

## Incidenti
Il 7 febbraio 2009 un Embraer Bandeirante noleggiato da Manaus Aerotáxi si schiantò a causa del peso eccessivo. È l'unico incidente riportato finora dalla compagnia regionale.